# Parafia św. Rocha w Przewodowie Poduchownym
Parafia pw. Świętego Rocha w Przewodowie Poduchownym – parafia rzymskokatolicka należąca do dekanatu pułtuskiego, diecezji płockiej, metropolii warszawskiej. 